# Максиков
Максиков — посёлок в Кораблинском районе Рязанской области России, входит в состав Пустотинского сельского поселения.
Местные жители называют его Тужиловкой.

## География
Посёлок Максиков находится в северо-восточной части Кораблинского района. Именно рядом с посёлком Кораблинский район граничит со Старожиловским, Спасским и Шиловским районами.
Ближайшие населённые пункты:

— посёлок Кипенский (Старожиловский район) в 1 км к северу по грунтовой дороге;

— посёлок Первомайский в 2,5 км к югу по грунтовой дороге.
Природа
Вокруг посёлка труднопроходимые леса. В сам посёлок можно попасть только по одной грунтовой дороге.

## История
Точная дата образования посёлка неизвестна, по некоторым данным он был заселён в середине 1920-х годов.

## Население
| 2010 |
| ---- |
| 0    |

## Инфраструктура
Нет объектов инфраструктуры.